# グランドスラム・アブダビ
グランドスラム・アブダビ(Grand Slam Abu Dhabi)は、UAEのアブダビで開催される柔道の国際大会。

## 来歴
2009年よりIJFワールド柔道ツアーの一環として新設された、グランドスラムに次ぐ位置付けにある柔道の国際大会。アブダビのアルジャジーラ体育館で開催されている。
2009年の大会では副審を置かずに主審のみが試合を受け持ち、必要な時にはビデオ委員と判定の協議を行う主審一人制が試されたが、こちらは時期尚早として2010年以降の大会では正式採用されなかった。2014年からはグランドスラム大会に格上げされた。2018年は当初開催予定にあがっていなかったが、後に追加された。2020年は新型コロナウイルスの影響により中止となった。2021年からは再び開催されることになった。

## 名称の変遷
- グランプリ・アブダビ Grand Prix Abu Dhabi(2009-2013)
- グランドスラム・アブダビ Grand Slam Abu Dhabi(2014- )

## 優勝者(2009年-2013年グランプリ、2014年-グランドスラム)

### 男子
| 年     | 60 kg級                    | 66 kg級                  | 73 kg級                          | 81 kg級                              | 90 kg級                          | 100 kg級                           | 100 kg超級                     |
| 2009年 | ゲオルグリー・ザンタラヤ   | 海老沼匡                 | ディルク・バンティヘルト         | ロベルト・クラフチク                 | ディルショド・チョリエフ         | タギル・カイブラエフ               | イスラーム・エルシャハビ       |
| 2010年 | ベスラン・ムドラノフ       | ムサ・モグシコフ         | マンスール・イサエフ             | スヴェン・マレシュ                   | フルシド・ナビエフ               | ラムジディン・サイドフ             | アンドレアス・テルツァー       |
| 2011年 | ヴェルケブラン・コサイエフ | 福岡政章                 | 王己春                           | 中井貴裕                             | ヴァルラーム・リパルテリアニ     | ヘンク・フロル                     | 金成民                         |
| 2012年 | ベスラン・ムドラノフ       | ニジャット・シハリザダ   | ムラト・コドゾコフ               | ビクトル・ペナルベル                 | キリル・ボプロソフ               | セルゲイ・サモイロビッチ           | 百瀬優                         |
| 2013年 | ベスラン・ムドラノフ       | ミハイル・プリャエフ     | ビクトル・スクボルトフ           | セルジュ・トマ                       | ヴァルテル・ファセンテ           | ディミトリ・ペータース             | アスラン・カムビエフ           |
| 2014年 | オルハン・サファロフ       | ズミトリ・シェルシャン   | デックス・エレモント             | イワン・ニフォントフ                 | トート・クリスティアーン         | ディミトリ・ペータース             | ダニエル・ナテア               |
| 2015年 | アミラン・パピナシビリ     | アン・バウル             | 安昌林                           | イバイロ・イバノフ                   | ルハグバスレン・オトゴンバータル | タギル・ハイブラエフ               | 金成民                         |
| 2016年 | フランシスコ・ガリゴス     | ヤクーブ・シャミロフ     | トミー・マシアス                 | セルジュ・トマ                       | アレクサンダル・クコル           | エルハン・ママドフ                 | ダニエル・ナテア               |
| 2017年 | ロベルト・ムシビドバゼ     | IJFタル・フリッカー      | ガンバータル・オドバヤル         | フランク・デ・ウィット               | ニコロス・シェラザディシビリ     | ニラズ・ビラロフ                   | シリル・マレ                   |
| 2018年 | アミラン・パピナシビリ     | バジャ・マルグベラシビリ | ラシャ・シャフダトゥアシビリ     | サギ・ムキ                           | ミハイル・イゴルニコフ           | ピーター・パルチック               | イナル・タソエフ               |
| 2019年 | グスマン・キルギズバエフ   | マヌエル・ロンバルド     | ビラル・チロール                 | イ・ムンジン                         | ニコロス・シェラザディシビリ     | チョ・グハム                       | ロイ・メイヤー                 |
| 2021年 | 楊勇緯                     | デニス・ビエル           | ツェンドオチル・ツォグトバータル | マティアス・カス                     | マンスール・ロルサノフ           | アルマン・アダミアン               | オドフー・ツェツェンツェンゲル |
| 2022年 | ゲオルギー・サルダラシビリ | エリオ・マンツィ         | ニルス・シュトゥンプ             | ニコラス・シラル                     | ベカ・グビニアシビリ             | レイズ・カヨル                     | ルカシュ・クルパレク           |
| 2023年 | セドリク・ルボル           | バジャ・マルグベラシビリ | シャフラム・アハドフ             | 中立選手(AIN) ダビド・カラペティアン | ネマニャ・マイドフ               | 中立選手(AIN) アルマン・アダミアン | 中立選手(AIN) イナル・タソエフ |
| 2024年 | IJF イズナウル・サーエフ   | IJF ムラド・チョパノフ   | マフマドベク・マフマドベコフ     | ゼリム・ツカエフ                     | IJF} マンスール・ロルサノフ      | ミハエル・コレル                   | IJF バレリ・エンドビツキ       |

### 女子
| 年     | 48 kg級                          | 52 kg級                      | 57 kg級                  | 63 kg級                            | 70 kg級                            | 78 kg級                  | 78 kg超級                  |
| 2009年 | チェルノビツキ・エーヴァ         | ラウラ・ゴメス               | バルバラ・アレル         | ジブリズ・エマヌ                   | アネット・メサロシュ               | セリーヌ・ルブラン       | 秦茜                       |
| 2010年 | アリナ・ドゥミトル               | ジョアナ・ラモス             | サブリナ・フィルツモザー | 徐玉華                             | ラシャ・スラカ                     | ケイラ・ハリソン         | 劉歓縁                     |
| 2011年 | 山岸絵美                         | マイリンダ・ケルメンディ     | ジュリア・クインタバレ   | クラリス・アグベニュー             | 田知本遥                           | ヨー・アビゲール         | エレナ・イワシェンコ       |
| 2012年 | ガブリエラ・チバナ               | マイリンダ・ケルメンディ     | エレーヌ・ルスボー       | カトリン・ウンターヴルツァッハー   | マリア・ポルテラ                   | カトリーヌ・ロベルジュ   | エミリ・アンデオル         |
| 2013年 | アマンディーヌ・ブシャール       | ユリア・リジョワ             | ミリアム・ローパー       | カトリン・ウンターヴルツァッハー   | キム・ポリング                     | オドレー・チュメオ       | フランツィスカ・コーニッツ |
| 2014年 | ムンフバット・ウランツェツェグ   | マイリンダ・ケルメンディ     | テルマ・モンテイロ       | ティナ・トルステニャク             | ラウラ・ヴァルガス＝コッホ         | ルイーゼ・マルツァン     | 于頌                       |
| 2015年 | イリーナ・ドルゴワ               | アナベル・ウラニ             | 金珍迪                   | クラリス・アグベニュー             | ラウラ・ヴァルガス＝コッホ         | マリンド・フェルケルク   | 馬思思                     |
| 2016年 | オトゴンツェツェグ・ガルバドラフ | アストリド・ネト             | エレーヌ・ルスボー       | ユール・フランセン                 | マリー＝エヴ・ガイエ               | フーシェ・ステーンハイス | マリア・アルテマン         |
| 2017年 | イリーナ・ドルゴワ               | シャルリーヌ・ファンスニック | ドルジスレン・スミヤ     | エドウィゲ・グウェンド             | アンナ・ベルンホルム               | ナタリー・パウエル       | テシー・サフェルカウルス   |
| 2018年 | ムンフバット・ウランツェツェグ   | オデッテ・ジュフリーダ       | ノラ・ジャコヴァ         | ユール・フランセン                 | マルゴー・ピノ                     | フーシェ・ステーンハイス | マリナ・スルツカヤ         |
| 2019年 | ダリア・ビロディド               | マイリンダ・ケルメンディ     | キム・ジナ               | ティナ・トルステニャク             | キム・ポリング                     | クララ・アポテカル       | ハン・ミジン               |
| 2021年 | アッスンタ・スクット             | アマンディーヌ・ブシャール   | テルマ・モンテイロ       | ルーシー・レンシャル               | ジョヴァンナ・スコッチマッロ       | エマ・リード             | ベアトリス・ソウザ         |
| 2022年 | フリア・フィゲロア               | アストリド・ネト             | ホ・ミミ                 | ルーシー・レンシャル               | エリサベト・テルチドゥ             | 馬振昭                   | ス・シン                   |
| 2023年 | アッスンタ・スクット             | オデッテ・ジュフリーダ       | ジェシカ・クリムカイト   | カトリーヌ・ボーシュマン＝ピナール | 中立選手(AIN) マディナ・タイマゾワ | アリーチェ・ベッランディ | ロシェレ・ヌネス           |
| 2024年 | IJFサビナ・ギリアゾワ            | ビシュレルト・ホルロードイ   | セイヤ・バルハウス       | マノン・ドゥクテル                 | マルヒト・デフーフト               | アンナ＝モンタ・オレク   | コラリ・ハイメ             |

## 各国メダル数(グランドスラム時代)
| 順 | 国・地域             | 金 | 銀 | 銅 | 計 |
| -- | -------------------- | -- | -- | -- | -- |
| 1  | フランス             | 13 | 14 | 18 | 45 |
| 2  | ロシア               | 11 | 8  | 18 | 37 |
| 3  | オランダ             | 12 | 14 | 17 | 43 |
| 4  | イタリア             | 8  | 3  | 4  | 15 |
| 5  | 韓国                 | 8  | 1  | 4  | 13 |
| 6  | ドイツ               | 7  | 12 | 17 | 36 |
| 7  | ジョージア           | 7  | 4  | 7  | 18 |
| 8  | モンゴル             | 7  | 4  | 6  | 17 |
| -  | IJF                  | 6  | 2  | 9  | 17 |
| 9  | イギリス             | 4  | 4  | 11 | 19 |
| 10 | スペイン             | 4  | 4  | 3  | 11 |
| 11 | 中国                 | 4  | 1  | 7  | 12 |
| -  | 中立選手(AIN)        | 4  | 0  | 5  | 9  |
| 12 | アゼルバイジャン     | 3  | 8  | 14 | 25 |
| 13 | カナダ               | 3  | 2  | 6  | 11 |
| 14 | コソボ               | 3  | 2  | 5  | 10 |
| 15 | アラブ首長国連邦     | 3  | 1  | 4  | 8  |
| 16 | ポルトガル           | 3  | 1  | 3  | 7  |
| 17 | ブラジル             | 2  | 8  | 20 | 30 |
| 18 | セルビア             | 2  | 5  | 5  | 12 |
| 19 | カザフスタン         | 2  | 3  | 8  | 13 |
| 20 | ルーマニア           | 2  | 3  | 3  | 8  |
| 21 | ベルギー             | 2  | 3  | 1  | 6  |
| 22 | スロベニア           | 2  | 2  | 3  | 7  |
| 23 | スウェーデン         | 2  | 1  | 3  | 6  |
| 24 | イスラエル           | 2  | 0  | 8  | 10 |
| 25 | ウズベキスタン       | 1  | 3  | 10 | 14 |
| 26 | ウクライナ           | 1  | 3  | 4  | 8  |
| 27 | ハンガリー           | 1  | 2  | 6  | 10 |
| 28 | チェコ               | 1  | 2  | 1  | 4  |
| 29 | チャイニーズタイペイ | 1  | 2  | 0  | 3  |
| 30 | トルコ               | 1  | 1  | 3  | 5  |
| 31 | 北朝鮮               | 1  | 0  | 2  | 3  |
| 32 | モルドバ             | 1  | 0  | 1  | 2  |
| 32 | スイス               | 1  | 0  | 1  | 2  |
| 34 | ブルガリア           | 1  | 0  | 0  | 1  |
| 34 | ギリシャ             | 1  | 0  | 0  | 1  |
| 36 | オーストリア         | 0  | 2  | 7  | 9  |
| 37 | タジキスタン         | 0  | 2  | 5  | 7  |
| 38 | ポーランド           | 0  | 1  | 6  | 7  |
| 39 | クロアチア           | 0  | 1  | 3  | 4  |
| 40 | 日本                 | 0  | 1  | 2  | 3  |
| 41 | キューバ             | 0  | 1  | 1  | 2  |
| 42 | アメリカ合衆国       | 0  | 1  | 0  | 1  |
| 43 | アルゼンチン         | 0  | 0  | 2  | 2  |
| 43 | オーストラリア       | 0  | 0  | 2  | 2  |
| 43 | リトアニア           | 0  | 0  | 2  | 2  |
| 43 | チュニジア           | 0  | 0  | 2  | 2  |
| 47 | アルジェリア         | 0  | 0  | 1  | 1  |
| 47 | ギニアビサウ         | 0  | 0  | 1  | 1  |
| 47 | キプロス             | 0  | 0  | 1  | 1  |
| 47 | イラン               | 0  | 0  | 1  | 1  |
| 47 | キルギス             | 0  | 0  | 1  | 1  |
| 47 | ラトビア             | 0  | 0  | 1  | 1  |
| 47 | モンテネグロ         | 0  | 0  | 1  | 1  |
| 47 | ベネズエラ           | 0  | 0  | 1  | 1  |

## 各国メダル数(グランプリ時代)
| 順 | 国・地域         | 金 | 銀 | 銅 | 計 |
| -- | ---------------- | -- | -- | -- | -- |
| 1  | ロシア           | 13 | 5  | 9  | 27 |
| 2  | フランス         | 8  | 5  | 12 | 25 |
| 3  | 日本             | 6  | 4  | 7  | 17 |
| 4  | ドイツ           | 5  | 1  | 7  | 13 |
| 5  | ウズベキスタン   | 3  | 7  | 10 | 20 |
| 6  | ブラジル         | 3  | 4  | 4  | 11 |
| 7  | 中国             | 3  | 3  | 4  | 10 |
| 8  | 中国             | 3  | 3  | 3  | 9  |
| 9  | オーストリア     | 3  | 3  | 2  | 8  |
| 10 | オランダ         | 2  | 7  | 7  | 16 |
| 11 | イタリア         | 2  | 3  | 2  | 7  |
| 12 | 韓国             | 2  | 1  | 3  | 6  |
| 13 | アラブ首長国連邦 | 2  | 0  | 2  | 4  |
| 14 | コソボ           | 2  | 0  | 1  | 3  |
| 15 | ウクライナ       | 1  | 3  | 7  | 11 |
| 16 | アゼルバイジャン | 1  | 3  | 6  | 10 |
| 17 | エジプト         | 1  | 3  | 3  | 7  |
| 17 | ルーマニア       | 1  | 3  | 3  | 7  |
| 19 | スペイン         | 1  | 2  | 7  | 10 |
| 20 | ベルギー         | 1  | 2  | 1  | 4  |
| 21 | ジョージア       | 1  | 1  | 3  | 5  |
| 22 | ポーランド       | 1  | 1  | 2  | 4  |
| 23 | ハンガリー       | 1  | 1  | 1  | 3  |
| 24 | スロベニア       | 1  | 1  | 0  | 2  |
| 25 | アメリカ合衆国   | 1  | 0  | 3  | 4  |
| 26 | カザフスタン     | 1  | 0  | 2  | 3  |
| 26 | ポルトガル       | 1  | 0  | 2  | 3  |
| 28 | カナダ           | 1  | 0  | 0  | 1  |
| 29 | イギリス         | 0  | 2  | 2  | 4  |
| 30 | スウェーデン     | 0  | 2  | 1  | 3  |
| 31 | モンゴル         | 0  | 1  | 9  | 10 |
| 32 | アルジェリア     | 0  | 1  | 1  | 2  |
| 32 | アルメニア       | 0  | 1  | 1  | 2  |
| 34 | トルコ           | 0  | 1  | 0  | 1  |
| 35 | セーシェル       | 0  | 0  | 2  | 2  |
| 36 | クロアチア       | 0  | 0  | 1  | 1  |
| 36 | チェコ           | 0  | 0  | 1  | 1  |
| 36 | フィンランド     | 0  | 0  | 1  | 1  |
| 36 | キルギス         | 0  | 0  | 1  | 1  |
| 36 | レバノン         | 0  | 0  | 1  | 1  |
| 36 | モルドバ         | 0  | 0  | 1  | 1  |
| 36 | スイス           | 0  | 0  | 1  | 1  |
| 36 | トルクメニスタン | 0  | 0  | 1  | 1  |
| 36 | チュニジア       | 0  | 0  | 1  | 1  |

## イスラエルの大会参加を巡って
2015年大会に出場を予定していた元63kg級世界チャンピオンのヤーデン・ジェルビや73kg級ヨーロッパチャンピオンのサギ・ムキなどを含むイスラエルの選手15名が、イスラエルと国交のないアブダビ当局からビザ発給を拒否される事態となった。IJFが事態の打開に向けて動き出した結果、イスラエル選手団にもビザが発給されて大会への参加が可能となった。但し、イスラエルの旗の下ではなく、IJFの旗の下での参加を余儀なくされることになった。
今回の措置はイスラエル選手団の安全を確保し、なおかつ大会をスムーズに進行させるために取られたものであり、イスラエル柔道連盟会長のモシェ・ポンテもそれに同意した。ジェルビによれば、アブダビで開催される国際大会への参加は6年前から試みられていたが、今回ようやくそれが実現されることになったという。一方で、イスラエルのスポーツ・文化大臣であるミリ・レジェブは、今回の事態は決して許容できるものではないとして、このようなことを常態化させないために何らかの対策を講じる必要があると語った。なお、イスラエル選手団は2015年5月にモロッコのラバトで開催されたワールドマスターズ2015では入国こそ認められたものの、空港で一時拘束される事態となり、会場では選手が畳に上がるたびに野次やブーイングを浴びるなどのトラブルが発生していた(ワールドマスターズ2015#トラブルの項を参照のこと)。
2017年大会でもイスラエル選手団はIJFの名の下での参加を余儀なくされた(2016年大会には出場しなかった)。世界ユダヤ人会議からの要請を受けたIJF会長のマリウス・ビゼールは、今大会を主催するUAEの柔道連盟に対して他の国同様にイスラエルも平等に扱うように要求したものの、イスラエルと国交のない同国の連盟は安全保障上の理由から受け入れることはなかった。なお、66kg級で優勝したイスラエルのタル・フリッカーの表彰式ではIJFの旗が掲揚されてIJFの歌が流されたが、フリッカーはイスラエルの国歌ハティクヴァを口にした。フリッカーは「スポーツは政治に屈してはならない」と語った。一方、イスラエル柔道連盟会長のモシェ・ポンテはUAEの歓待に感謝の意を示した。また、UAEの柔道連盟会長とアブダビスポーツ協議会の事務局長は、73kg級の初戦でUAEのラシャド・アルマシュジャリがイスラエルのトハル・ブトブルとの握手を拒否したことを詫びるとともに、今大会でのイスラエルの健闘ぶりを称えた。ビゼールは、イスラエル選手団が今大会においてイスラエルを表象できなかったものの、非常によい取り扱いを受けたとの認識を示すとともに、今後はさらに事態が改善されることを期待すると述べた。
2018年7月にIJFはグランドスラム・アブダビとグランプリ・チュニスに対して、政治によるスポーツへの不干渉の原則に鑑みて、イスラエルの選手を他の国同様、平等に扱うように要求したものの明確な回答が得られなかったために、今後に予定されていた両大会の延期を発表した。しかし、9月になってアブダビ当局がイスラエルを含めた全ての国を平等に扱うと通達してきたため、キャンセルになっていたグランドスラム・アブダビ大会が当初の予定通り10月に開催されることになった。2018年大会の81㎏級決勝で、イスラエルのサギ・ムキがベルギーのマティアス・カスを技ありで破って優勝したことにより、UAEでは初めてとみられるイスラエルの国歌が演奏された。続いて100kg級でもピーター・パルチックが優勝した。試合後にムキは、「もはやイスラエルの選手であることを隠す必要はない。とてもうれしい」とコメントした。また、今大会にはイスラエルのスポーツ・文化大臣であるミリ・レジェブも会場を訪れており、81㎏級の表彰式ではプレゼンターとしてムキに金メダルを授与した。一方、81㎏級の準決勝で世界チャンピオンであるイランのサイード・モラエイがカスと対戦するも、開始早々に左足首を挫いたとして棄権負けになった。しかし、IJFからは今回の一件が決勝でムキとの対戦を避けるためのモラエイによる虚偽申告だと判断されることはなかった。